# Ahn Byeong-Ki
(안병기,Ahn Byeong-ki) (nacido en 1966) es un director de cine de Corea del Sur se especializa en películas de terror. Sus obras maestras son: Phone (2002) y Bunshinsaba (2004).

## Filmografía
- Nightmare (2000)

- Phone (2002)

- Bunshinsaba (2004)

- APT (2006)

- Roommates (2006) - Productor